# لودوویت کوتلر
لودوویت کوتلر (اسلواکی: Ľudovít Cvetler؛ زادهٔ ۱۷ سپتامبر ۱۹۳۸) بازیکن فوتبال اهل چکسلواکی است.
از باشگاه‌هایی که در آن بازی کرده‌است می‌توان به باشگاه فوتبال استاندارد لیژ و باشگاه فوتبال اسلوان براتیسلاوا اشاره کرد.
وی همچنین در تیم ملی فوتبال چکسلواکی بازی کرده‌است.
وی در مسابقات کشوری و بین‌المللی در مجموع برندهٔ ۱ مدال نقره شده‌است.